# Enriqueta Lunez
Enriqueta Lunez Pérez (San Juan Chamula, Chiapas, México, 1 de septiembre de 1981) es una poetisa mexicana de lengua materna tsotsil. 

## Biografía
Los padres de Lunez fueron maestros bilingües, lo que permitió que, a pesar de ciertas carencias económicas, ella tuviera la oportunidad de estudiar la secundaria y el bachillerato en San Cristóbal de las Casas. Lunez es Licenciada en Etnopsicología por la Universidad Autónoma Indígena de México (UAIM), y fue becada por el Fondo Nacional para las Cultura y las Artes (FONCA) en los periodos 2004-2005 y 2010-2011; por la Dirección de Investigación y Fomento de Cultura Regional de Sinaloa (hoy Instituto Sinaloense de Cultura, ISIC) en 2006-2007; y del Centro Internacional de Traducción Literaria de Banff (CITLB) en 2008. En 2004 participó en las tardes de poesía del Fórum de las Culturas de Barcelona, España. En agosto del 2011 participó en el festival “La Casita” organizado por Lincoln Center, en la ciudad de Nueva York. Raíces del alma / Yi’Beltak Ch’ulelatik (2008), su primer poemario, fue ganador del certamen “Libros del Rincón” que organiza la Secretaría de Educación Pública.

## Obra
Es coautora de los discos multilingües: El rescate del mundo, poemas de Rosario Castellanos (Puertarbor, 2012), Lluvia de Sueños: Poetas y cantantes indígenas, Vol. I y III (Dirección General De Culturas Populares e Indígenas).
- Poemario Tajimol Ch’ulelaletik. Juego de Nahuales, forma parte de la Colección Astrolabio del Programa Nacional de Lectura de la Secretaría de Educación Pública.[3]
- Jaime Sabines : 83 aniversario : 83 poetas. Tuxtla Gutiérrez, Chiapas: Gobierno del Estado de Chiapas / Consejo Estatal para la Cultura y las Artes de Chiapas, 2009.
- Sk'eoj jme'tik u = Cantos de luna. Ilustración de Joel Rendón. México, D. F.: Pluralia, 2013 (Voces nuevas de raíz antigua).[5]

## Temática de su obra
Su primer poema nació en el año 2000, cuando la instructora en un taller de danza comunitaria le pidió escribir un texto para traducirlo a un lenguaje corporal, y comenzó a escribir en su lengua en 2003, animada por el antropólogo Jesús Ángel Ochoa cuando estudiaba la licenciatura en Sinaloa. Su poesía, escrita en tsotsil y traducida al español, manifiesta el "erotismo femenino del cuerpo atravesado por el dolor, el temor, las visiones oníricas y la esperanza religiosa":
| Vaychiletik | Sueños |
| --- | --- |
| Talanun, ta xkil chi umaj te ta yut na’m mu xbultajol cha’bal chi va’k, xiemun, mu o no’ox jna y’aluk mujna k’ucha’al jech li jvayiche’ ta anil chi jatav yu’un skoj a’njeletik xchi’uk pukujetik ja ti ta spojbesbai’k ti jkuxlejale’. | Desnuda, me veo florecer dentro de un lago que no recuerdo . inmóvil, temerosa, confundida del sueño que no comprendo desesperadamente huyo de los ángeles y demonios que se baten por adueñarse de mis sueños. |

Los símbolos, ideas y emociones en la poesía de Lunez permiten un acercamiento a sus raíces tsotsiles, a las tradiciones y a la historia de su pueblo:
| Chunubtasel | Enseñanzas |
| --- | --- |
| K'ucha'al setel jch'ulme'tik li k'usi jnae ak'o satinuk li momol li'e xchi'uk li vu'une nat jol xa va'kbun. K'anbalal jch'ulmetik ta me'el mol ak'bun kil li sk' ak' alil stak' oy k'usi xch'ie yu'un ta jts'un ka'i ixim chikin t'uluk yilel li yanale. setel jck'ulmetik mu xa masuk xa ts'iji ak'bo li jnich'ontake oyuk no'ox ta skuxleje li k'usi oy ta jol ko'on li'e. | Luna llena de mil secretos dale a esta planta suficientes frutos y a mí, un largo cabello. Luna venerada por mis ancestros muéstrame el día fértil y sembraré el maíz con orejas de conejo. Luna llena no guardes más silencios deja que mis hijos hallen en su vida estos secretos. |